# Horní Habartice
Horní Habartice (deutsch Ober-Ebersdorf) ist eine Gemeinde in Tschechien. Sie liegt zehn Kilometer östlich von Děčín.

## Geographie

### Geographische Lage
Das Waldhufendorf Horní Habartice erstreckt sich im Norden des Böhmischen Mittelgebirges entlang des Baches Bystrá (Absbach) und bildet das zwischen Dolní Habartice und Markvartice gelegene Glied in der Kette von Ortschaften entlang des Baches. Nördlich erhebt sich der Olešský vrch (Beckenberg, 355 m), im Nordosten die Skalka (310 m), östlich der Vysoký les (464 m), im Südosten der Bukovinský vrch (444 m), südwestlich der Kosí vrch (Amselberg, 402 m), im Westen die Dobrná (Doberner Berg, 531 m) sowie nordwestlich der Svážný (416 m) und Jámy (Parlosaberg, 452 m).

### Nachbargemeinden
Nachbarorte sind Stará Oleška im Norden, Markvartice und Veselé im Nordosten, Veselíčko 1.díl und Kerhartice im Osten, Karlovka und Malá Bukovina im Südosten, Dolní Habartice im Süden, Ovesná im Südwesten, Dobrná im Westen sowie Brložec im Nordwesten.

## Geschichte
Das zur Herrschaft Scharfenstein gehörige Dorf wurde in der Mitte des 13. Jahrhunderts durch deutsche Kolonisten gegründet. Erstmals schriftlich erwähnt wurde villa Euerhardesdorf im Jahre 1281 in einer Urkunde des Jesek von Michelsberg. Das nach seinem Lokator benannte Dorf wurde von 21 Bauern angelegt. Hundert Jahre später bestanden in Ebirstorff noch 12 Wirtschaften. Besitzer des Dorfes waren zu dieser Zeit die Herren von Wartenberg. 1409 wurde im Stadtbuch von Kamnitz der Weiße Hof genannt, zu dem mit 88 ha Feldern und 96 ha Waldbesitz ein Viertel des Dorfes gehörte. Besitzer dieses Lehnhofes war die Familie von Schönfeld.
1511 erwarb Nikolaus Trčka von Lípa die Herrschaft und verkaufte sie 1515 an die Brüder von Salhausen. Bei der Teilung des Besitzes fiel Eberhardesdorf 1522 Friedrich von Salhausen zu, der sich in Bensen ein neues Schloss errichten ließ. Weil seine Mittel für den Schlossbau nicht ausreichten, verpfändete Friedrich zunächst Teile der Herrschaft. 1528 überließ er Hans Knobloch auf Warnsdorf u. a. vier Bauern in Nieder Ebersdorf. 1586 wurde die Obere Mühle angelegt.
Nach der Schlacht am Weißen Berg gehörte Ober Ebersdorf zu den Besitzungen des kaiserlichen Reformationskommissars Otto Heinrich von Wartenberg. Der 1623 wieder zum Katholizismus übergetretene Wartenberg löste mit seinen Rekatholisierungsmaßnahmen 1625 einen Aufstand seiner Untertanen aus. Aus dem Jahre 1678 ist die Auswanderung von Georg Parsche nach Amerika überliefert. Im Jahre 1730 wurde eine Kapelle errichtet. 1787 entstand die Kirche Johannes des Täufers als Expositur der Pfarrkirche Mariä Geburt in Bensen. Die Kapelle wurde abgebrochen und an ihrer Stelle ein Friedhof angelegt.
Nach der Aufhebung der Patrimonialherrschaften bildete Ober Ebersdorf ab 1850 eine politische Gemeinde in der Bezirkshauptmannschaft Tetschen. 1858 wurde die Kirche zur Pfarrkirche erhoben. Im selben Jahre erfolgte die Absteckung der Trasse für eine Eisenbahnstrecke der Böhmischen Nordbahn zwischen Tetschen und Warnsdorf. Gebaut wurde die Bahn jedoch erst zwischen 1867 und 1869. Die nächste Bahnstation war Markersdorf, sie lag am oberen Ortsende beim Rotenhof auf Markersdorfer Flur. Im Jahre 1883 wurde eine Dorfschule eingerichtet.
1928 entstand in Nieder Ebersdorf eine weitere Bahnstation. 1930 lebten in Ober Ebersdorf 934 Menschen. Fünf Jahre später wurde ein Teil des Absbaches reguliert. Nach dem Münchner Abkommen wurde die Gemeinde 1938 dem Deutschen Reich zugeschlagen und gehörte bis 1945 zum Landkreis Tetschen, ab 1943 Tetschen-Bodenbach. 1939 hatte Ober Ebersdorf 858 Einwohner. 1945 kam Ober Ebersdorf zur Tschechoslowakei zurück, die deutschen Bewohner wurden 1946 vertrieben. 1946 erhielt das Dorf den Namen Horní Habartice. Der 1958 gegründeten Landwirtschaftlichen Produktionsgenossenschaft (JZD) trat am 30. April 1960 der letzte Einzelbauer bei, damit war das Dorf vollständig zwangskollektiviert.

### Eingemeindungen
Zwischen 1980 und 1990 war Horní Habartice nach Benešov nad Ploučnicí eingemeindet.

## Kultur und Sehenswürdigkeiten
- Kirche Johannes des Täufers, der 1787 errichtete Bau wurde 2008 rekonstruiert